# Gene Bilbrew
Eugene Bilbrew, detto Gene (Los Angeles, 29 giugno 1923 – Manhattan, 1º maggio 1974), è stato un illustratore e fumettista statunitense, noto per le sue opere nell'ambito dell'arte fetish. Nel corso della carriera ha utilizzato vari pseudonimi, tra i quali ENEG, Van Rod, e Bondy.
Iniziò la sua carriera lavorando per il Los Angeles Sentinel, un giornale afroamericano, per il quale ha illustrato la striscia a fumetti The Bronze Bomber collaborando con Bill Alexander. Ha scritto anche la serie Hercules per la rivista Health Magazine. Per tutta la sua vita Bilbrew ha lavorato in modo indipendente per la comunità afroamericana, per esempio realizzando la copertina di diversi libri dedicati alla lotteria.
All'inizio degli anni 1950 divenne l'assistente del fumettista Will Eisner, il creatore di The Spirit, lavorando alla pubblicazione della serie umoristica per bambini Clifford in sostituzione del creatore originario Jules Feiffer che venne arruolato nell'esercito. In quegli anni, dopo essere diventato amico di Eric Stanton, Bilbrew cominciò a lavorare per la Movie Star News di Irving Klaw consacrandosi come artista fetish. Tra il 1956 e il 1959 pubblicò anche molte illustrazioni per la rivista Exotique.
Nel 1974 morì per overdose di eroina nel retro di un negozio di libri a Times Square.